# Чемпионат Африки по дзюдо 1998
Чемпионат Африки по дзюдо 1998 года прошёл 23-26 июля в Дакаре (Сенегал).

## Медалисты

### Мужчины
| Весовая категория       | Золото                      | Серебро                           | Бронза                                           |
| ----------------------- | --------------------------- | --------------------------------- | ------------------------------------------------ |
| Суперлёгкая (до 60 кг)  | Омар Ребахи · Алжир         | Абделуахед Идриси Чорфи · Марокко | Ике Эзенвоук · Нигерия Хамуда Эслам · Египет     |
| Полулёгкая (до 66 кг)   | Амар Мериджа · Алжир        | Сами Мекни · Тунис                | Тарек Аяд · Ливия Абделрахман Ясер · Египет      |
| Лёгкая (до 73 кг)       | Хассен Мусса · Тунис        | Мурад Эль-Хачими · Марокко        | Вахид Хани · Египет Нуреддин Ягуби · Алжир       |
| Полусредняя (до 81 кг)  | Адил Белгайд · Марокко      | Лофти Иссауи · Тунис              | Лиес Шерифи · Алжир Абумедан Эль-Сайед · Египет  |
| Средняя (до 90 кг)      | Жан-Клод Рафаэль · Маврикий | Адиль Кааба · Марокко             | Ашраф Бахгат · Египет Искандер Хачича · Тунис    |
| Полутяжёлая (до 100 кг) | Бассел Эль-Гарбави · Египет | Белкасем Хиреч · Алжир            | Мурад Загуан · Тунис Антонио Фелисите · Маврикий |
| Тяжёлая (свыше 100 кг)  | Стив Нгуэма Ндонг · Габон   | Ахмед Бали · Египет               | Мохамед Буайшауи · Алжир Слим Агреби · Тунис     |
| Абсолютная категория    | Бассел Эль-Гарбави · Египет | Сами Бельгрун · Алжир             | Слим Агреби · Тунис Стив Бивол Аболло · Камерун  |

### Женщины
| Весовая категория      | Золото                        | Серебро                | Бронза                                                      |
| ---------------------- | ----------------------------- | ---------------------- | ----------------------------------------------------------- |
| Суперлёгкая (до 48 кг) | Иман Юсри Эль-Банна · Египет  | Таня д'Агвиар · ЮАР    | Долли Муту · Маврикий Лейла Зитуне · Алжир                  |
| Полулёгкая (до 52 кг)  | Зинеб Гезал · Алжир           | Карима Дауади · Тунис  | Женевьев Нга Онана · Камерун Хадижа Эль-Хамадауи · Марокко  |
| Лёгкая (до 57 кг)      | Роза Мари Куахо · Кот-д’Ивуар | Линда Мекзин · Алжир   | Луис Стефани · Камерун Халифа Магда · Египет                |
| Полусредняя (до 63 кг) | Несрия Траки · Тунис          | Хенриетта Мёллер · ЮАР | Соу Ясин · Сенегал Билкису Юсиф · Нигерия                   |
| Средняя (до 70 кг)     | Ли Блаво · Кот-д’Ивуар        | Саида Дхахри · Тунис   | Мерием Аджими · Алжир Абделхамид Нора · Египет              |
| Полутяжёлая (до 78 кг) | Мари Мишель Луис · Маврикий   | Исмаил Амани · Египет  | Акисса Монни · Кот-д’Ивуар Чахла Атайлия · Алжир            |
| Тяжёлая (свыше 78 кг)  | Хеба Хефни · Египет           | Самира Чхаб · Марокко  | Соня Горбел · Тунис Аджи Марием Диоп · Сенегал              |
| Абсолютная категория   | Аджа Марием Диоп · Сенегал    | Самира Чхаб · Марокко  | Марселлин Мкегне · Камерун Маргарита Гуалу Яо · Кот-д’Ивуар |